# AIDAprima
Die AIDAprima ist ein Kreuzfahrtschiff der britisch-amerikanischen Carnival Corporation & plc. Das Schiff wurde als erstes Schiff der Hyperion-Klasse von der Mitsubishi-Heavy-Industries-Werft im japanischen Nagasaki gebaut. Das Schiff ist seit Sommer 2016 für die speziell auf den deutschen Markt ausgerichtete Konzernmarke AIDA Cruises im Einsatz.
Wie alle anderen AIDA-Schiffe fährt es unter italienischer Flagge. Für den Kreuzfahrtbetrieb ist Costa Crociere in Genua verantwortlich.

## Geschichte

### Auftragsvergabe und Bau
Am 3. August 2011 gab Mitsubishi Heavy Industries die Vereinbarung mit Carnival Corporation & plc zum Bau zweier Kreuzfahrtschiffe auf der Werft MHI Nagasaki Shipyard & Engine Works bekannt. Der Gesamtpreis wurde mit 140.000 Euro pro Unterbett angegeben; dies entspricht einem realen Preis von etwa 455 Millionen Euro pro Schiff. Die AIDAprima ist das erste Schiff der Hyperion-Klasse, sie sollte im März 2015 abgeliefert werden.

### Verzögerungen beim Bau
Ende März 2014 verkündete AIDA Cruises, dass die AIDAprima voraussichtlich erst zum 1. Oktober 2015 abgeliefert werden sollte. Damit musste auch die als 86-tägige Weltreise vermarktete Überführung des Schiffes von Yokohama nach Hamburg nach ursprünglicher Planung abgesagt werden.
Das Aufschwimmen der AIDAprima erfolgte am 3. Mai 2014. Zum weiteren Ausbau und der Endausrüstung wurde sie mit Schleppern zum Kojagi Dock am Stadtrand von Nagasaki verholt.
Am 22. Juli 2015 wurde das Schiff aus dem Ausrüstungsdock gezogen und zur Endausrüstung und Erprobung in das Hafenbecken verlegt. Eine erste geplante Testfahrt Ende Juli musste aus unbekannten Gründen kurzfristig abgebrochen werden.
Anfang August 2015 bestätigte AIDA Cruises, dass sich die Ablieferung der AIDAprima erneut verspätet. Pläne, die Überführungsfahrt in zwei Etappen zu vermarkten und das Schiff zwischenzeitlich ab Oktober 2015 im persischen Golf einzusetzen, wurden nun endgültig verworfen. Anfang September 2015 stellte Mitsubishi Heavy Industries die Schiffsübergabe im Dezember 2015 in Aussicht, dieser Termin konnte allerdings nicht eingehalten werden, die Ablieferung wurde auf April 2016 verschoben.
Am 11. Januar 2016 brach auf Deck 7 der AIDAprima ein Feuer aus. Zur Ermittlung der Brandursache hat das Fire Department Nagasaki Ermittlungen aufgenommen. Am 31. Januar brach, zum dritten Mal innerhalb eines Monats, ein Feuer an Bord der AIDAprima aus.

Zu den wirtschaftlichen Verlusten, die durch die technischen Schwierigkeiten und die Verzögerungen entstanden, siehe: 

### Übergabe und Taufe
Am 14. März 2016 verließ die AIDAprima die Werft in Nagasaki in Richtung Hamburg, nachdem sie an AIDA Cruises übergeben worden war. Am 21. April 2016 machte sie erstmals im Hamburger Hafen fest.
Die Taufe fand am 7. Mai 2016 im Rahmen des 827. Hafengeburtstages in Hamburg statt. Taufpatin war Emma Schweiger.

## Hotelausstattung

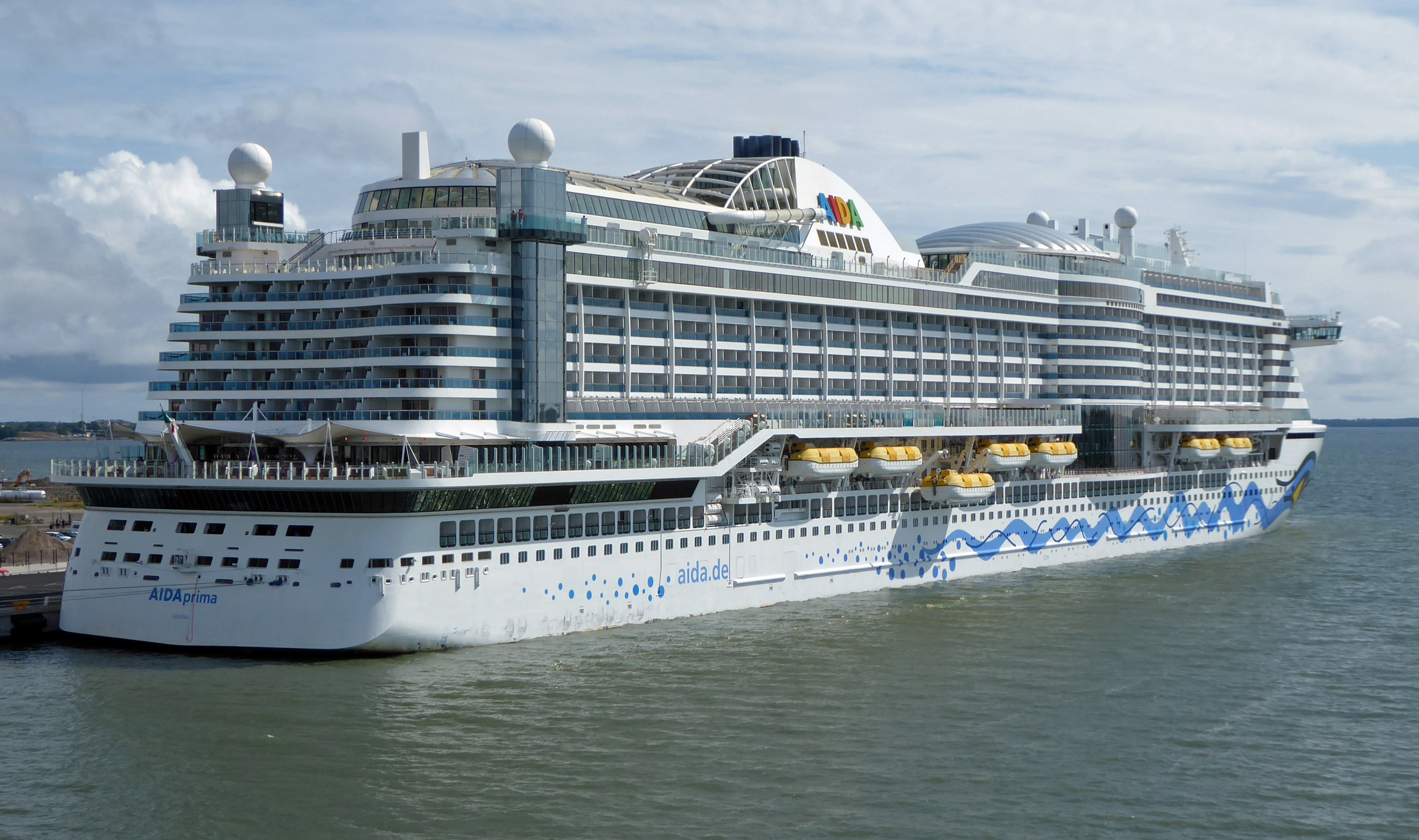
Heckansicht der AIDAprima

Der Hotelbetrieb für den Gast erstreckt sich von Deck 3 bis Deck 18, wobei das Deck 13 ausgelassen wurde. Kabinen befinden sich auf Decks 4, 5 und 8 bis 16. Viele der insgesamt 1.643 Gästekabinen aus 14 verschiedenen Kategorien haben eigene Balkone. Den Gästen der höherwertigen Kabinen wie den Suiten steht neben einer exklusiven Bar mit Außenbereich auf Deck 8 auch ein exklusiver Bereich auf dem vorderen Deck 16 zur Verfügung (Patio-Bereich).
Neben einem Wasserspielplatz auf Deck 14 gibt es ein großteils innenliegendes Hauptschwimmbecken auf Deck 15. Dieses befindet sich unter anderem im Beach Club, der mit einem UV-durchlässigen Foliendach überspannt ist. Ferner befinden sich sechs größere Pools an Bord, welche überwiegend auf dem Außenbereich angesiedelt sind. Zwei große Wasserrutschen starten auf Deck 18.
Sportgeräte stehen in einem Fitnesscenter zur Verfügung. Ein Sportaußendeck wird abhängig vom Fahrtgebiet im Winter als Eisbahn verwendet. Ganzjährig gibt es im Activity-Bereich „Four Elements“ einen Klettergarten. Die ursprüngliche Minigolfanlage wurde zugunsten von mehr Liegefläche an Deck wieder abgebaut. Das Sonnendeck ist insgesamt 4.482 Quadratmeter groß. Ein gläserner Skywalk an Bord bietet einen Panorama-Ausblick auf das Meer.
Auf dem Schiff stehen den Gästen 12 Restaurants zur Verfügung, welche unterschiedliche Konzepte und Themenschwerpunkte haben. So gibt es verschiedene Buffet-, Spezialitäten- und aufpreispflichtig À-la-carte-Restaurants, ferner ergänzen verschiedene Snackbars und Cafés das kulinarische Angebot an Bord. Außerdem gibt es 18 Bars und Clubs sowie vier Lounges an Bord.
Zur Unterhaltung existieren neben dem Theatrium und einer Großbildleinwand noch eine Diskothek und ein Nachtclub. Zusätzlich werden eine Kinder- und Jugendbetreuung für verschiedene Altersklassen ab 6 Monaten und zahlreiche Einkaufsmöglichkeiten in verschiedenen Shops angeboten.
Zur Entspannung steht den Gästen ein 3.100 m² großer Spa-Bereich (Body & Soul Organic Spa) zur Verfügung mit verschiedenen Saunen, einem Dampfbad, Whirlpools, einem Kaminzimmer, Platz für Kosmetik- und Massageanwendungen und mehr.
Darüber hinaus ergänzen eine Rezeption, ein Hospital, ein Fotostudio, ein Casino, eine Kunstgalerie, ein Konferenzraum, eine Zen Lounge und eine Hemingway Lounge mit Bibliothek das Angebot an Bord.

## Zwischenfälle
Bei einer Mittelmeerkreuzfahrt Ende September 2018 kam es zu einem gehäuften Auftreten des Norovirus unter den Passagieren, über 300 sollen von den Magen-Darm-Beschwerden betroffen gewesen sein. Die Gäste mussten das Schiff nach der Ankunft in Barcelona früher als geplant verlassen, damit es desinfiziert werden konnte.

## Technik

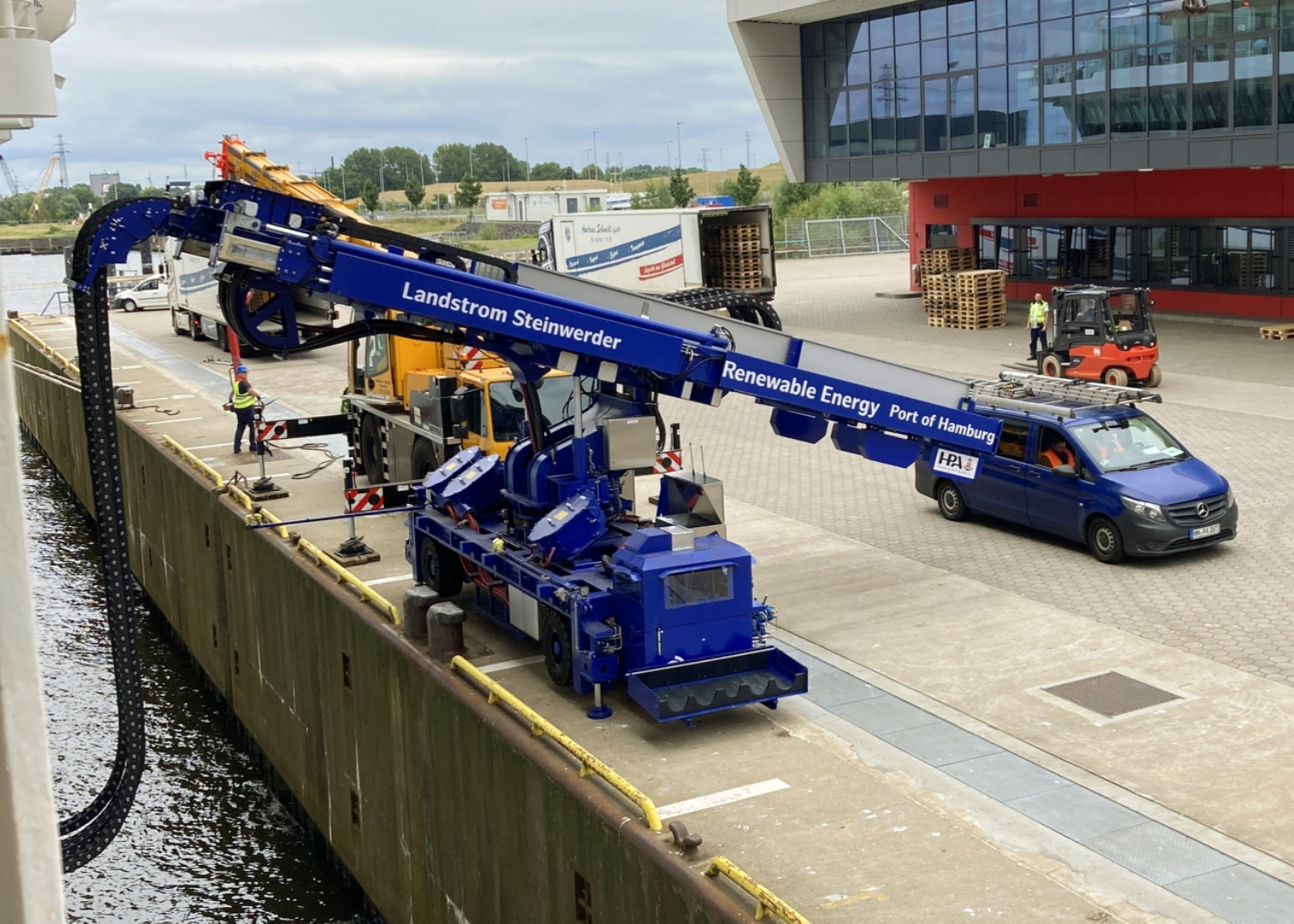
AIADprima mit angeschlossenem Landstromanschluss am Cruise Center Steinwerder

Die Motoren der AIDAprima sind sowohl für den Betrieb mit Schweröl als auch mit Marinedieselöl ausgelegt. Schweröl ist aufgrund seines hohen Schwefelanteils sowie der Feinstaubfreisetzung umwelt- und gesundheitsschädlich. Um die Belastung zu reduzieren, wurde eine Filteranlage eingebaut, die bei Indienststellung jedoch noch nicht zugelassen war und demzufolge noch nicht eingesetzt werden kann. Laut AIDA ist die Zulassung mit Stand Mai 2016 bisher nicht absehbar. Bis auf Weiteres verkehrt das Schiff, auch aufgrund der geltenden Vorschriften für ihr Einsatzgebiet, mit dem schadstoffärmeren Marinedieselöl.
Um im Hafen den Schadstoffausstoß zu reduzieren, kann einer der Motoren während der Liegezeit in Häfen mit Flüssigerdgas (LNG) betrieben werden („Dual-Fuel-System“). Die NOx-Emissionen sinken so um 80 % und die CO2-Emissionen sinken um 20 % im Vergleich zum üblichen Schiffsdiesel. Wegen der erhöhten Explosionsgefahr bei der Handhabung muss jeder Hafen den LNG-Betrieb genehmigen. Für den Hamburger Hafen wurde die Genehmigung 2016 erteilt.
Mithilfe des Mitsubishi Air Lubrication Systems (MALS) wird der Rumpf des Schiffes mit einem Teppich aus Luftblasen überzogen. So kann die AIDAprima im Meer auf einer dünnen Luftschicht gleiten, was für einen geringeren Reibungswiderstand sorgt und zu Energieeinsparungen führen kann.
Im September 2018 musste die AIDAprima nach Rückruf des Herstellers zu einer außerplanmäßigen technischen Überprüfung der Azipods in eine Werft. Die in dieser Zeit geplante Mittelmeer-Kreuzfahrt sagte die Reederei ab.
AIDA Cruises hat 2022 das Schiff mit dem zu diesem Zeitpunkt größten Batteriesystem in der Passagierschifffahrt mit einer Kapazität von 10 Megawattstunden ausgerüstet.